# Dinotrema
Dinotrema is een geslacht van vliesvleugelige insecten (orde Hymenoptera) uit de familie van de schildwespen (Braconidae). De naam van het geslacht werd in 1862 voorgesteld door Arnold Foerster.

## Soorten
- D. abditivum (Tobias, 2004)
- D. abjectum (Tobias, 2004)
- D. abnorme (Tobias, 2004)
- D. absimile (Tobias, 2004)
- D. accessorium (Tobias, 2004)
- D. acricorne (Fischer, 1973)
- D. acricornis (Fischer, 1973)
- D. adventum (Fischer, 1973)
- D. adzharicum (Tobias, 2003)
- D. aemulum (Tobias, 2004)
- D. aenigma (Tobias, 2004)
- D. aequabile (Tobias, 1992)
- D. aequabilis (Tobias, 1992)
- D. aequale (Tobias, 2004)
- D. aestivum (Tobias, 2004)
- D. aestuosum (Tobias, 2004)
- D. affine (Fischer, 1973)
- D. affinum (Fischer, 1973)
- D. agnitum (Tobias, 2004)
- D. alakolense (Tobias, 2004)
- D. albicoxa (Wharton, 2002)
- D. alboacutum (Papp, 2003)
- D. alienum (Tobias, 2004)
- D. alitum (Tobias, 2004)
- D. alua (Stelfox & Graham, 1950)
- D. allictum (Tobias, 2004)
- D. amandum (Tobias, 2004)
- D. ambiguum (Tobias, 2004)
- D. amoenidens (Fischer, 1973)
- D. amoepilosum (Papp, 1999)
- D. amplisignatum (Fischer, 1973)
- D. angustidens (Wharton, 2002)
- D. angustitempus (Tobias, 2003)
- D. aplicatum (Fischer, 2003)
- D. appellator (Tobias, 2004)
- D. applicatum (Tobias, 2004)
- D. apudnaevium (Fischer & Samiuddin, 2008)
- D. aquilum (Tobias, 2004)
- D. aquitabile (Tobias, 2004)
- D. arenarium (Tobias, 2004)
- D. arenosum (Tobias, 2004)
- D. areolatum (Stelfox & Graham, 1950)
- D. armenicum (Fischer, 1993)
- D. aureliae (Fischer, 1973)
- D. aurelianum (Fischer, 1976)
- D. azoricum (Fischer, 2003)
- D. babiyana (Fischer, 1973)
- D. bakeri (Fischer, 1969)
- D. barbarum (Tobias, 2007)
- D. barrattae (Berry, 2007)
- D. bavaricum (Fischer, 2003)
- D. bebium (Tobias, 2007)
- D. bellatrix (Tobias, 2007)
- D. bellatulum (Tobias, 2007)
- D. bellax (Tobias, 2007)
- D. bengalense (Bhat, 1979)
- D. betae (Bengtsson, 1926)
- D. bhutanense (Bhat, 1979)
- D. bicoloreum (Tobias, 2007)
- D. borzhomii (Tobias, 2004)
- D. bovefemora (Bhat, 1979)
- D. brevicauda (Tobias, 1962)
- D. brevicorne (Nees, 1812)
- D. brevimeres (Papp, 1999)
- D. brevissimicorne (Stelfox & Graham, 1948)
- D. brevisulcus (Tobias, 2003)
- D. breviterebra (Tobias, 2003)
- D. brisbaniense (Fischer, 2010)
- D. brunneicorne (Van Achterberg & Aguiar, 2009)
- D. brunneicornis (Van Achterberg & Aguiar, 2009)
- D. cachectes (Tobias, 2007)
- D. caductum (Tobias, 2007)
- D. caecillum (Tobias, 2006)
- D. caecum (Tobias, 2006)
- D. caelium (Tobias, 2006)
- D. caesennium (Tobias, 2006)
- D. caesonium (Tobias, 2006)
- D. caesum (Tobias, 2006)
- D. calamitosum (Tobias, 2006)
- D. calpurinum (Tobias, 2006)
- D. calvisum (Tobias, 2006)
- D. calvum (Tobias, 2006)
- D. callidium (Tobias, 2007)
- D. callidum (Tobias, 2006)
- D. callinicum (Tobias, 2007)
- D. calliope (Tobias, 2007)
- D. camena (Tobias, 2007)
- D. campense (Tobias, 2007)
- D. campester (Tobias, 2007)
- D. canaliculatum (Tobias, 2006)
- D. caninium (Tobias, 2007)
- D. canissum (Tobias, 2007)
- D. captator (Tobias, 2007)
- D. captiosum (Tobias, 2006)
- D. carinatum (Tobias, 1962)
- D. carnifex (Tobias, 2006)
- D. carnivorum (Tobias, 2007)
- D. carum (Tobias, 2007)
- D. cassium (Tobias, 2006)
- D. cassum (Tobias, 2007)
- D. castaneithorax (Fischer, 1973)
- D. castaneum (Nees, 1834)
- D. castum (Tobias, 2006)
- D. casuale (Tobias, 2007)
- D. catharinae (Fischer, 1973)
- D. cato (Tobias, 2007)
- D. catonians (Tobias, 2007)
- D. caudatum (Thomson, 1895)
- D. cautulum (Tobias, 2006)
- D. censor (Tobias, 2007)
- D. cercator (Tobias, 2007)
- D. cerinum (Tobias, 2006)
- D. cerium (Tobias, 2007)
- D. certum (Tobias, 2007)
- D. cetiusmontis (Fischer, 1974)
- D. cinna (Tobias, 2007)
- D. circutum (Tobias, 2007)
- D. cladium (Tobias, 2007)
- D. clandestinum (Tobias, 2007)
- D. claricornis (Fischer, 1973)
- D. clodia (Tobias, 2007)
- D. cluentum (Tobias, 2007)
- D. coactum (Tobias, 2007)
- D. coecium (Tobias, 2007)
- D. comes (Tobias, 2007)
- D. commovens (Tobias, 2007)
- D. compar (Tobias, 2007)
- D. comptum (Tobias, 2003)
- D. concinnatum (Tobias, 2007)
- Dinotrema concinnum (Halida, 1838)
- D. concolor (Nees, 1812)
- D. conexium (Tobias, 2007)
- D. confessum (Tobias, 2007)
- D. congruum (Tobias, 2007)
- D. conjunctum (Tobias, 2007)
- D. connexivum (Tobias, 2007)
- D. connexum (Tobias, 2007)
- D. consors (Tobias, 2007)
- D. conspectum (Tobias, 2007)
- D. conspicuum (Tobias, 2007)
- D. constrictum (Tobias, 2007)
- D. consuetum (Tobias, 2007)
- D. contracticorne (Fischer, 1974)
- D. converginervis (Fischer, 1973)
- D. costulatum (Thomson, 1895)
- D. cratocera (Thomson, 1895)
- D. cruciatum (Fischer, 1973)
- D. cruciforme (Fischer, 1973)
- D. cruciformis (Fischer, 1973)
- D. crux (Papp, 2003)
- D. cultrigaster (Fischer, 1970)
- D. curabile (Tobias, 2007)
- D. curiatum (Tobias, 2007)
- D. curiosulum (Tobias, 2007)
- D. curiosum (Tobias, 2007)
- D. curitabele (Tobias, 2007)
- D. curium (Tobias, 2007)
- D. cursor (Tobias, 2007)
- D. curtium (Tobias, 2007)
- D. curvicauda (Tobias, 2007)
- D. cybele (Tobias, 2007)
- D. cylon (Tobias, 2007)
- D. cylonium (Tobias, 2007)
- D. danuvicum (Fischer, 1974)
- D. dentatum (Tobias, 1962)
- D. denticulatum (Stelfox & Graham, 1951)
- D. dentifemur (Stelfox, 1943)
- D. dentipraesens (Fischer, 1974)
- D. digitatum (Wharton, 2002)
- D. dilatatum (Thomson, 1895)
- D. dilleri (Fischer, 2009)
- D. dimidiatum (Thomson, 1895)
- D. dimorpha (Fischer, 1976)
- D. discoideum (Fischer, 1976)
- D. distractum (Nees, 1834)
- D. divisum (Stelfox & Graham, 1950)
- D. dreisbachi (Fischer, 1969)
- D. erectum (Papp, 2003)
- D. erythropa (Foerster, 1862)
- D. erythropum (Forster, 1862)
- D. eumandibulatum (Fischer, 1976)
- D. falsificum (Stelfox & Graham, 1950)
- D. firmidens (Papp, 2000)
- D. flagelliforme (Fischer, 1973)
- D. flaviantenna (Papp, 1999)
- D. florens (Fischer, 1974)
- D. fraudulentum (Papp, 1981)
- D. fulvicorne (Haliday, 1838)
- D. fungicola (Tobias, 1992)
- D. georgicum (Tobias, 2004)
- D. glabratum (Tobias, 2007)
- D. glabrimedium (Fischer, 1978)
- D. glabriscutum (Van Achterberg & Aguiar, 2009)
- D. glabrum (Stelfox & Graham, 1951)
- D. goeteborgense (Fischer, 2003)
- D. gradatim (Papp, 2003)
- D. graecum (Fischer, 2003)
- D. gullanae (Wharton, 2002)
- D. hardyi (Fischer, 1978)
- D. hastatum (Roman, 1925)
- D. hebescum (Papp, 2003)
- D. himachali (Bhat, 1979)
- D. hodisense (Fischer, 1976)
- D. incarinatum (Fischer, 1973)
- D. incongruens (Fischer, 1973)
- D. insidiatrix (Marshall, 1895)
- D. insigne (Stelfox & Graham, 1950)
- D. insolitum (Tobias, 1962)
- D. insulare (Tobias, 2003)
- D. interjactum (Papp, 2005)
- D. intermissum (Fischer, 1974)
- D. intuendum (Fischer, 1975)
- D. irekabi (Papp, 2003)
- D. isometricum (Fischer, 1973)
- D. isosoma (Fischer, 1976)
- D. iuxtanaeviam (Fischer, 1980)
- D. jakovlevi (Tobias, 1992)
- D. kamtshaticum (Tobias, 2003)
- D. karelicum (Tobias, 1992)
- D. kaszabi (Papp, 1999)
- D. kemneri (Bengtsson, 1926)
- D. kempei (Hedqvist, 1973)
- D. lacessivum (Fischer, 1975)
- D. laquitense (Fischer, 2003)
- D. latidens (Fischer, 1973)
- D. latifemur (Fischer, 1975)
- D. latitempus (Tobias, 2003)
- D. latitergum (Fischer, 1975)
- D. leptocauda (Fischer, 1976)
- D. leptocornis (Fischer, 1976)
- D. lineolum (Thomson, 1895)
- D. liosoma (Stelfox & Graham, 1951)
- D. longicarinatum (Fischer, 1976)
- D. longicauda (Tobias, 2003)
- D. longisoma (Papp, 2003)
- D. longiventre (Tobias, 2003)
- D. longus (Wu & Chen, 1998)
- D. longworthi (Berry, 2007)
- D. lugaense (Tobias, 2003)
- D. macrocera (Thomson, 1895)
- D. macrura (Thomson, 1895)
- D. macrurum (Thomson, 1895)
- D. madeiracola (Fischer, 2003)
- D. magnum (Bhat, 1979)
- D. mananae (Tobias, 2003)
- D. mandibulatum (Fischer, 1970)
- D. mantasp (Wharton, 2002)
- D. marshi (Bhat, 1979)
- D. matridigna (Fischer, 1974)
- D. mediocorne (Fischer, 1973)
- D. megastigma (Fischer, 1967)
- Dinotrema merianae Kittel, 2016
- D. mesocaudatum (Van Achterberg, 1988)
- D. microcera (Thomson, 1895)
- D. microsoma (Fischer, 1976)
- D. minicamena (Tobias, 2007)
- D. minutum (Bhat, 1979)
- D. monstrconnexum (Tobias, 2007)
- D. monstrosum (Wharton, 2002)
- D. multiarticulatum (Van Achterberg, 1988)
- D. naeviformis (Fischer, 1973)
- D. naevium (Tobias, 1962)
- D. necrassicosta (Tobias, 2007)
- D. necrophilum (Hedqvist, 1972)
- D. nervosum (Haliday, 1833)
- D. nigricorne (Thomson, 1895)
- D. nigrum (Bhat, 1979)
- D. nitidulum (Masi, 1933)
- D. nonareolatum (Fischer, 2009)
- D. notaulicum (Fischer, 1974)
- D. novacula (Wharton, 2002)
- D. occipitale (Fischer, 1973)
- D. oleraceum (Tobias, 1962)
- D. orientale (Tobias, 2003)
- D. ovalisignum (Fischer, 1974)
- D. pachysemoides (Tobias, 2003)
- D. partimrufum (Fischer, 2009)
- D. parvimaxillatum (Fischer, 1976)
- D. pauciarticulatum (Fischer, 1976)
- D. paucicrene (Fischer, 1973)
- D. paucicrenis (Fischer, 1973)
- D. pembum (Papp, 1999)
- D. perfidum (Fischer, 1970)
- D. perlustranda (Fischer, 1973)
- D. philipi (Berry, 2007)
- D. phoridarum (Goidanich, 1936)
- D. pilosulum (Tobias, 2003)
- D. praecipuum (Marshall, 1895)
- D. praescutellaris (Fischer, 1976)
- D. pratense (Van Achterberg, 1988)
- D. propedistractum (Papp, 1996)
- D. propelamur (Papp, 1999)
- D. propetauricum (Fischer, 2009)
- D. propodeale (Tobias, 1962)
- D. propomella (Fischer, 1996)
- D. puliciforme (Fischer, 1973)
- D. puliciformis (Fischer, 1973)
- D. pulvinatum (Stelfox & Graham, 1949)
- D. pullum (Forster, 1862)
- D. pusillum (Nees, 1812)
- D. pygmipunctum (Fischer, 1973)
- D. quadratum (Fischer, 2003)
- D. quadridentatum (Wharton, 2002)
- D. reductidens (Fischer, 1975)
- D. reductum (Tobias, 1962)
- D. remotum (Papp, 1999)
- D. rieki (Wharton, 2002)
- D. rodopiense (Fischer, 2009)
- D. rotatum (Fischer, 1978)
- D. rufitinctum (Fischer & Samiuddin, 2008)
- D. rugisignum (Fischer, 1973)
- D. sagittatum (Wharton, 2002)
- D. sandaracum (Bhat, 1979)
- D. sauricum (Tobias, 2003)
- D. schoenmanni (Fischer, 1976)
- D. sedlaceki (Wharton, 2002)
- D. semengoense (Fischer, 2007)
- D. semicompressum (Stelfox & Graham, 1949)
- D. senex (Papp, 2003)
- D. sergeji (Tobias, 2003)
- D. sessile (Van Achterberg, 1988)
- D. significarium (Fischer, 1973)
- D. signifrons (Viereck, 1906)
- D. simplimarginatum (Fischer, 2003)
- D. sinecarina (Fischer, 1993)
- D. sochareolatum (Tobias, 2004)
- D. sochiense (Tobias, 2003)
- D. soror (Brues, 1907)
- D. soutpansbergense (Fischer, 2009)
- D. spasski (Tobias, 2003)
- D. speciosum (Belokobylskij & Tobias, 2002)
- D. speculum (Haliday, 1838)
- D. sphaerimembre (Fischer, 1973)
- D. spiritalis (Tobias, 1992)
- D. spitzzickense (Fischer, 1976)
- D. stenostigma (Provancher, 1886)
- D. sternaulicum (Fischer, 1973)
- D. stigmaticum (Tobias, 1992)
- D. storozhevae (Tobias, 2003)
- D. subbebium (Tobias, 2007)
- D. subcaesum (Tobias, 2007)
- D. subcalamitosum (Tobias, 2007)
- D. subcallidium (Tobias, 2007)
- D. subcamena (Tobias, 2007)
- D. subcladium (Tobias, 2007)
- D. subconnexum (Tobias, 2007)
- D. subconsuetum (Tobias, 2007)
- D. subcrassicosta (Tobias, 2007)
- D. subcubicum (Fischer, 1969)
- D. subcuriosum (Tobias, 2007)
- D. subcurium (Tobias, 2007)
- D. subinsulare (Tobias, 2003)
- D. suboleraceum (Tobias, 2007)
- D. subtauricum (Tobias, 2003)
- D. sulcatum (Fischer, 1962)
- D. suprapunctis (Fischer, 1973)
- D. sylvaticum (Tobias, 2003)
- D. sylvestre (Tobias, 2003)
- D. szelenyianum (Fischer, 1974)
- D. tarbagataicum (Tobias, 2004)
- D. tauricum (Telenga, 1935)
- D. tenerifense (Fischer, 2003)
- D. tenuicorne (Tobias, 2003)
- D. tergitale (Fischer, 1973)
- D. tergitalis (Fischer, 1973)
- D. thurnense (Fischer, 1977)
- D. tobiasi (Fischer, 1994)
- D. toleratum (Fischer, 1974)
- D. tosgonii (Papp, 1999)
- D. transitum (Tobias, 2003)
- D. tricarinae (Papp, 2003)
- D. tricoloratum (Tobias, 2003)
- D. tuber (Papp, 1999)
- D. tuberculatum (Van Achterberg, 1988)
- D. ultimum (Fischer, 1970)
- D. umbritarsatum (Fischer, 1973)
- D. ussuricum (Tobias, 2007)
- D. ussuriense (Tobias, 2003)
- D. varimembre (Fischer, 1973)
- D. varimembris (Fischer, 1973)
- D. varipes (Tobias, 1962)
- D. venustum (Tobias, 1962)
- D. vesparum (Stelfox, 1943)
- D. vituperatum (Fischer, 1974)
- D. vulnerator (Wharton, 2002)
- D. waterhousei (Wharton, 2002)
- D. yasumatsui (Watanabe, 1957)
- D. zaisanicum (Tobias, 2004)